# Пірографія

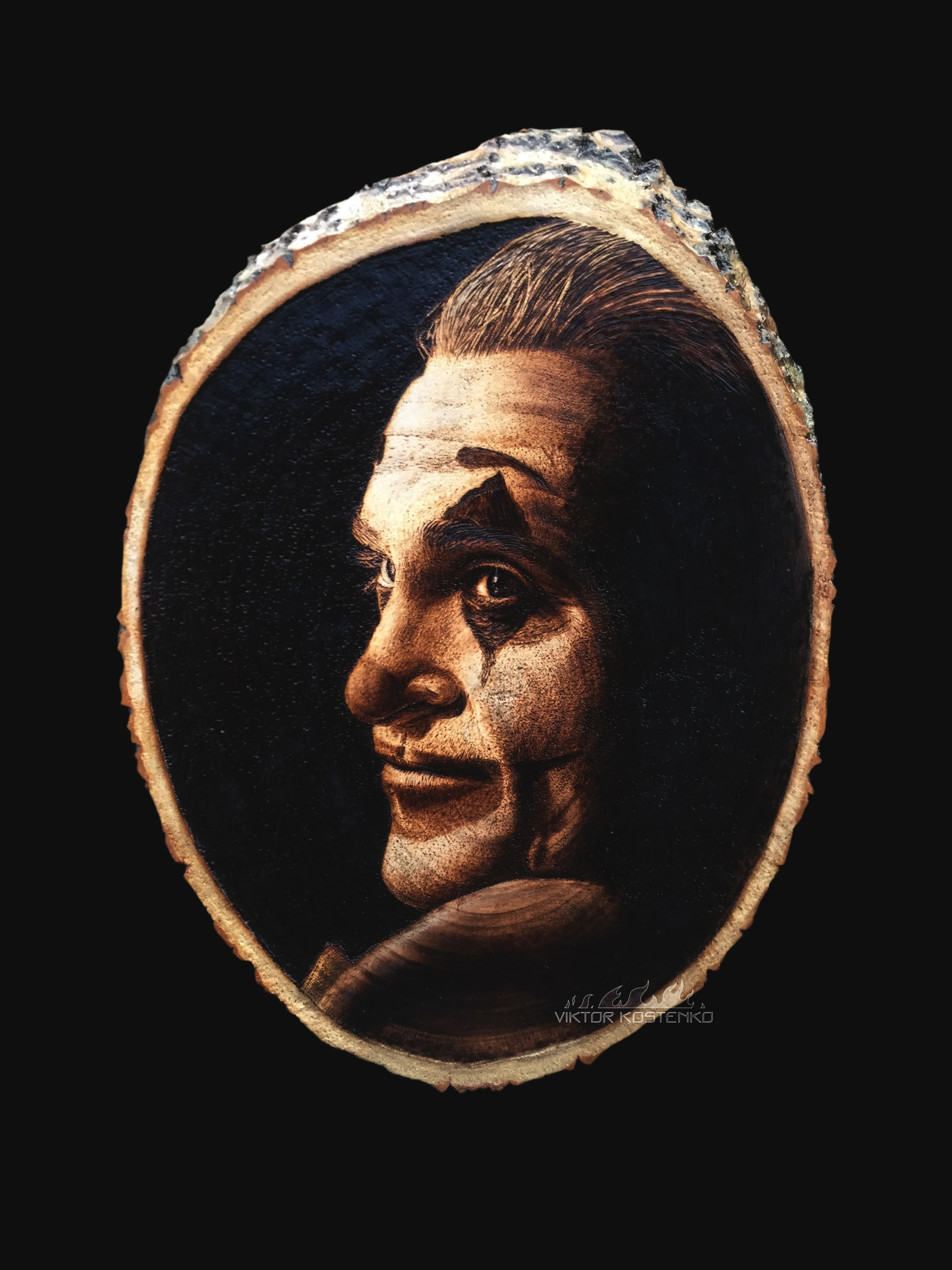
Портрет Джокера, виконаний випалюванням вручну

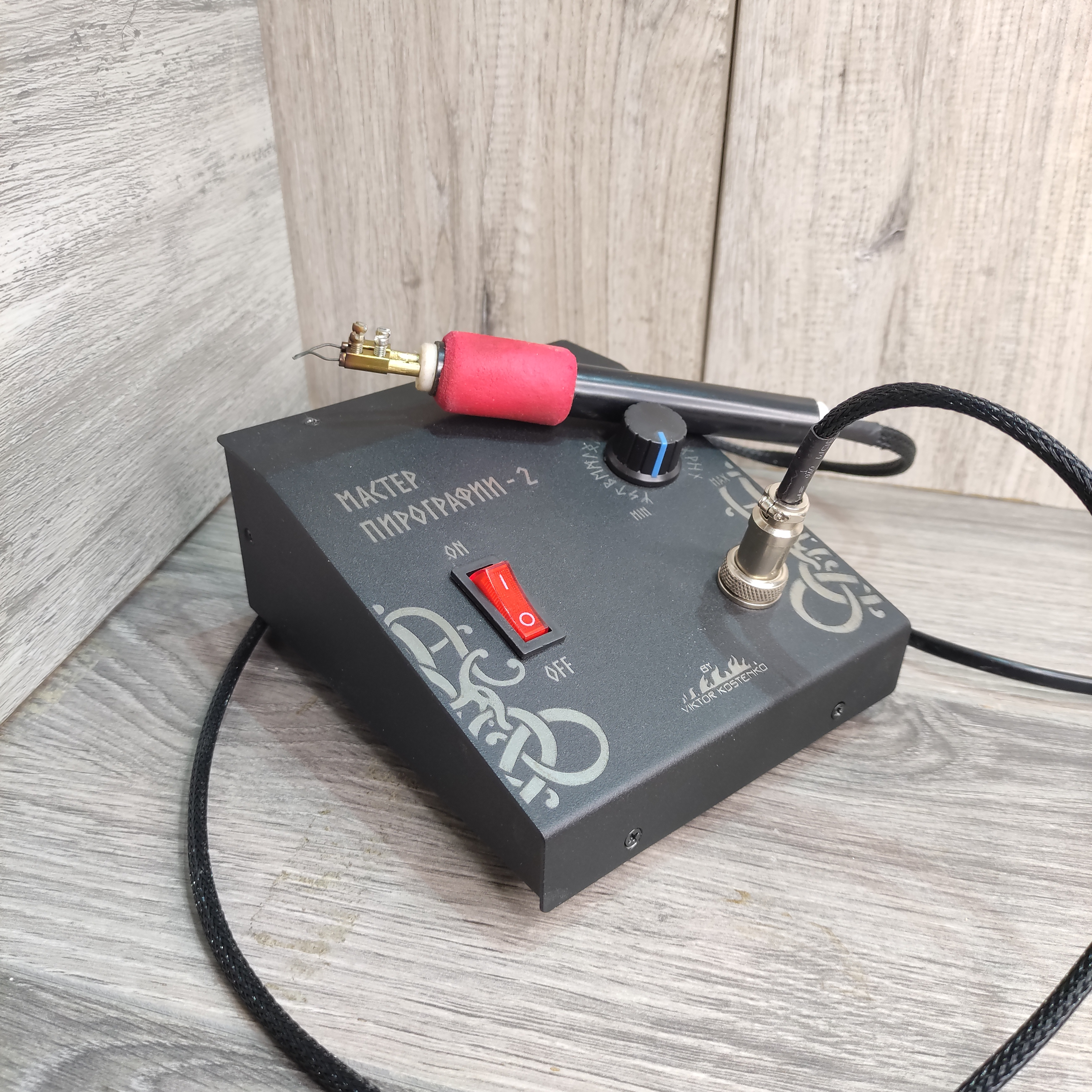
пірограф — прилад для випалювання

Пірогра́фія (грец. πυρογραφία, буквально: «писання вогнем») — техніка, що застосовується в декоративно-прикладному мистецтві і художній графіці. Суть її полягає в тому, що на поверхню якого-небудь органічного матеріалу (деревини, фанери, пробки, паперу, картону, фетру, шкіри, тканини) за допомогою розпеченої голки наноситься малюнок. В основному як матеріал застосовується деревина, тому пірографія широко відома як випалювання по дереву.
На відміну від піротипії  (буквально: «гарячий друк»)  ця техніка в минулому вважалася рідкісною і використовувалася в основному, як додатковий прийом при гравірування по дереву, кістки, шкірі.

## Історія
Випалювання по дереву — одне з найпопулярніших народних ремесел, глибоко пов'язане з традиціями народної творчості. Зародилося мистецтво декоративного випалювання разом з іншими видами декоративної обробки деревини: різьбленням, гострінням, живописом по дереву.
У другій половині XX століття, завдяки винаходу електричного пірографа — приладу для випалювання (гарячого гравіювання) — пірографія отримала розвиток як самостійна техніка не тільки в декоративно-прикладному мистецтві, але і в художній графіці. В той же час, пірографія по дереву є одним з найбільш популярних (поряд із вишиванням і ліпленням) видів дитячої та самодіяльної творчості в багатьох країнах світу.
У радянські часи випалювання по дереву було дуже «модним» хобі радянських піонерів. Хлопчаки, а часто й дівчинки, старанно випалювали на дерев'яних дощечках привітання з 8 березня мамам і бабусям, «листівки» до дня народження.

## Сьогодення
У наші дні випалювання використовується і як самостійний прийом декорування дерев'яних виробів, і в поєднанні з іншими декоративними прийомами. Випалюванням можна отримувати дуже красиві декоративні ефекти і оформляти таким чином меблі, всілякі шкатулки, тарілки, стільнички, хлібниці тощо. Крім того, за допомогою випалювання можна зробити чудові сувеніри, які стануть родзинкою дизайну інтер'єру в етностилі.

## Інструменти для виконання пірографії
Для випалювання використовується спеціальний прилад — електровипалювач. Робочий елемент електровипалювача — ручка з металевим пером на кінці. Перо (штифт) виготовляється з ніхромового дроту різної товщини. Підбираючи товщину пера, можна досягати різної товщини ліній у візерунках.

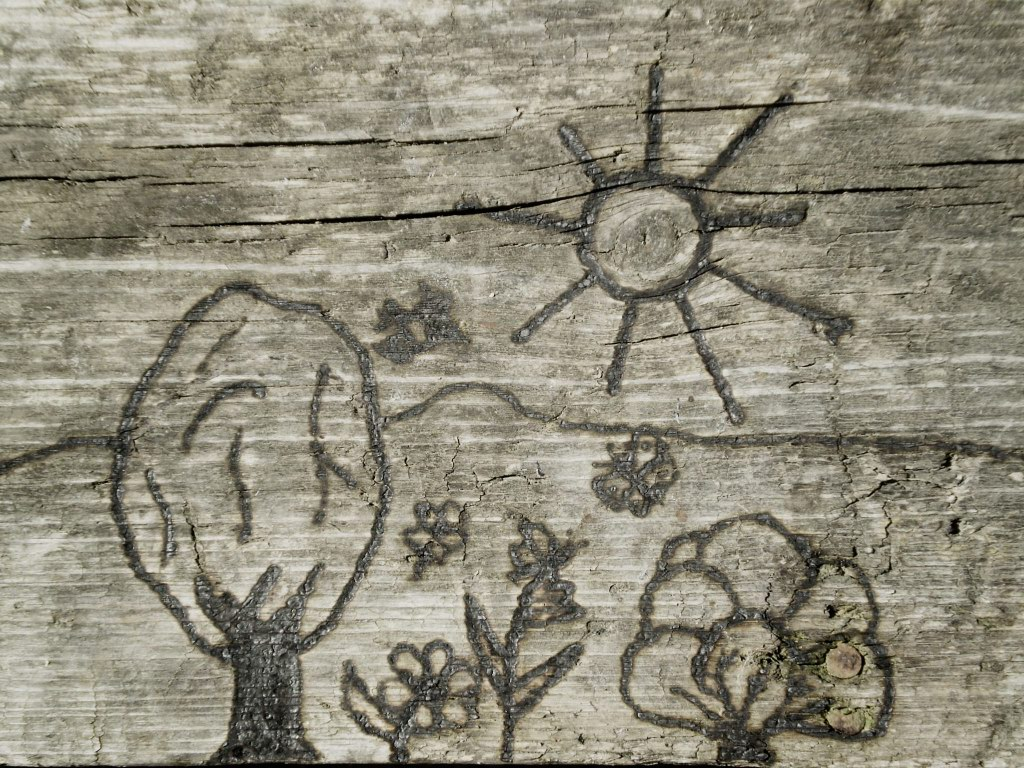
Малюнок, виконаний на дерев'яній дошці за допомогою сонячних променів і лінзи

Також пірографія може виконуватися за допомогою збираючої лінзи. Це робиться в сонячну погоду. Як оброблювана поверхня береться дерев'яна дошка, фанера, пластмаса або інший подібний матеріал. Для випалювання лінза розташовується таким чином, щоб сонячні промені сфокусувалися на оброблюваній поверхні. Потім лінзу пересувають так, щоб яскрава пляма переміщалася по поверхні, залишаючи лінії. Необхідний розмір лінзи залежить від хмарності і висоти Сонця над горизонтом — чим більше лінза, тим сильніше вона випалює. Зазвичай годиться лінза діаметром від 5 сантиметрів. Але занадто велика незручна, тому що може призвести до займання поверхні.

## Порядок роботи при випалюванні по дереву
Для випалювання необхідно, в першу чергу, підібрати підходящу деревину. Найкраще для випалювання підходять: липа, береза, вільха, тополя, каштан. Ці породи досить м'які, світлі і мають більш однорідну структуру волокон. Як основу можна також використовувати фанеру — вона найбільш підходить для новачків завдяки своїй дешевизні.
Перед випалюванням поверхню дерева обов'язково обробляють: циклюють, зачищають наждачною шкіркою і за бажання шліфують порошком крейди з водою. Деревина повинна бути обов'язково сухою перед початком випалювання. Далі на поверхню наносять необхідний візерунок. Це можна зробити за допомогою звичайного копіювального паперу. Крім того, можна наклеїти на основу цигарковий папір з нанесеним на нього малюнком. У міру випалювання папір відділяється. Такий спосіб охороняє оброблювану поверхню від забруднення.
Ручку випалювача слід брати як звичайний олівець. За допомогою регулятора температури необхідно встановити необхідний ступінь напруження пера і можна приступати до роботи. Визначити готовність пера до роботи можна за його кольором — колір повинен бути темно-червоним.
Для отримання тонких ліній перо випалювача слід вести швидко, для отримання товстих — більш повільно. Не можна занадто сильно притискати перо до поверхні деревини, занадто сповільнювати хід пера. По закінченню ведення лінії перо слід швидким рухом відірвати від поверхні.
Випалювати слід одночасно кілька різних ділянок. Це необхідно для того, щоб уникнути появи проміжних пропаленнь, які утворюються через сильне нагрівання деревини при випалюванні сусідніх ділянок візерунка. Тому необхідно повертатися до випалювання сусідніх ділянок лише через деякий час — щоб деревина встигла охолонути.
Змінюючи нахил і яскравість пера, можна отримати різні за товщиною і кольором лінії: від світло-коричневих до темних. Однак занадто обвуглені краї випаленої канавки говорять про занадто високу температуру пера. Закінчену роботу слід дуже обережно обробити дрібнозернистим наждачним папером. Після цього роботу можна розписати акварельними, олійними або акриловими фарбами, покрити воском або лаком.

## Техніка безпеки
Випалювач розжарюється до дуже високої температури, тому при роботі обов'язково слід дотримуватися техніки безпеки та не допускати зіткнення частин одягу чи волосся з пером випалювача.
Ним можна обпектися або взагалі спалити увесь дім. Однак нічого такого не станеться, якщо слідувати всім заходам безпеки. А саме, тримати електричний випалювач, коли він увімкнутий, потрібно на спеціальній залізній підставці; коли ви ним малюєте — тримайте його тільки за пластикову ручку; і останнє — обов'язково вимикайте випалювач із мережі, коли закінчите роботу.